# Francis H. Ruddle

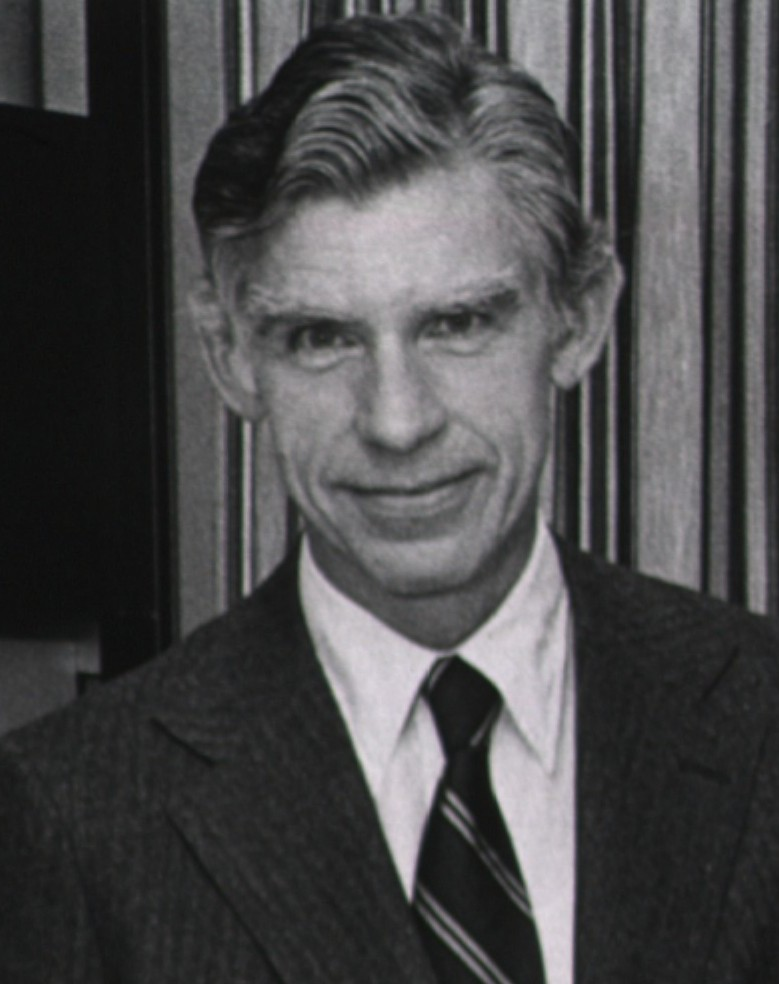
Frank Ruddle 1978

Francis Hugh Ruddle (auch Frank Hugh Ruddle, * 19. August 1929 in West New York, New Jersey; † 10. März 2013 in New Haven, Connecticut) war ein US-amerikanischer Zell- und Entwicklungsbiologe und Sterling Professor an der Yale University.

## Leben und Wirken
Ruddles Eltern waren britischer Abstammung. Geboren in New Jersey, wuchs Francis Ruddle in Connecticut auf. Nach dem Militärdienst in der United States Air Force begann er ein Studium an der Wayne State University in Detroit, Michigan, während dessen er gleichzeitig im Labor des dortigen Children’s Research Center bei Wolf William Zülzer angestellt war. Statt des ursprünglichen geplanten Studiums der Medizin wechselte Ruddle zum Studium der Biologie. 1960 erwarb er bei Morgan Harris an der University of California, Berkeley einen Ph.D. mit einer Arbeit über Chromosomen in Säugetier-Zelllinien. Als Postdoktorand arbeitete er bei John Paul und Guido Pontecorvo in Glasgow.
1961 erhielt Ruddle eine Professur (zunächst als Assistant Professor) in der Arbeitsgruppe von Ross Granville Harrison an der Yale University in New Haven, Connecticut. Zuletzt war er Sterling Professor – die höchste akademische Position in Yale. Ruddles Arbeiten wurden über viele Jahre vom National Institute of General Medical Sciences (NIGMS) gefördert, einer Einrichtung der National Institutes of Health (NIH) zur Förderung biomedizinischer Grundlagenforschung. Ruddle legte ausgedehnte Genkarten der menschlichen Genoms an – und desjenigen der Maus, das sich in weiten Bereichen als homolog zu dem des Menschen erwies. Ruddle machte sich verdient um die Einrichtung einer Zellbank für verschiedene Zelllinien und die Koordination von Genkarten-Workshops (die von March of Dimes gefördert wurden). Zusätzlich gab er Kurse für medizinische Genetik am Jackson Laboratory in Bar Harbor, Maine.
Er war mit Nancy Hartman Ruddle verheiratet, einer Professorin (für Epidemiologie und Mikrobiologie) an der Yale University. Nach ihrer Emeritierung leiteten beide weiterhin Arbeitsgruppen an der Universität.
Francis H. Ruddle starb am 10. März 2013 im Alter von 83 Jahren an Komplikationen infolge eines Herzleidens.

## Auszeichnungen (Auswahl)
- 1976 Mitglied der National Academy of Sciences
- 1977 Mitglied der American Academy of Arts and Sciences[2]
- 1982 Dickson Prize in Medicine[3]
- 1983 William Allan Award der American Society of Human Genetics[4]
- 1987 Präsident der American Society for Cell Biology[5]